# Judas (cançó)
Judas és el segon senzill del segon àlbum d'estudi anomenat Born This Way, de la cantant americana Lady Gaga. Va ser estrenat el dia 15 de febrer de 2011, estant aquella mateixa tarda disponible com a descàrrega digital.

## Antecedents
El nom del segon senzill de Born This Way va ser revelat a una entrevista amb la revista Vogue. Després la cantant va tornar a confirmar el dia 14 de febrer que Judas seria el segon senzill de "BTW" i el llançament de la cançó en el programa de ràdio de Ryan Seacrest. RedOne, que va estar present a l'entrega dels premis Grammy 2011 va comentar que <<"Judas" sorprendria i tornaria boig tothom>>. El 18 de febrer abans del seu Monster Ball en Atlantic City, GaGa va donar una entrevista a la revista americana Rolling Stone una vista prèvia de «Judas». En una entrevista amb Carson Daly en el seu progrma radial Last Call with Carson Daly, GaGa va comentar que «"Judas" és més fosca que Born This Way. Es tracta d'enamorar-se de la persona equivocada molts cops. És una cançó molt, però molt fosca». El 21 de febrer de 2011, la cantant va publicar via Twitter un fragment de la cançó:
«I'm just a Holy fool, baby it's so cruel, but I'm still in love with Judas baby»
Fernando Garibay, qui va co-produir diverses cançons de Born This Way, va ser entrevistat per MTV y comentà que «igual que "Born This Way", "Judas" farà ballar a molts fanàtics, és una cançó de ball, el tradicional Red One/GaGa. És molt bo perquè és un missatge serio, una mica juganera, però d'alguna manera acabaran ballant-la».

## Vídeo musical
El vídeo musical es va anunciar que s'estrenaria unes setmanes abans de l'estrena mundial del disc Born This Way. Laurienne Gibson va ser l'encarregada de la coreografia i més tard, en una entrevista, anuncià que el vídeo ens mostrarà una Lady Gaga vestida de Maria Magdalena.
El dia 2 de maig de 2011, E! News va llençar una mini-promo ensenyant uns pocs segons del que es podrà veure al videoclip. També van incloure la data en què exactament s'estrenarà el video: el 5 de maig. Poques hores després, Lady Gaga va penjar al seu compte de Facebook una fotografia del videoclip oficial, en la qual podem observar a Lady Gaga i altres homes anant amb moto.
El Videoclip va ser emes per primera vegada en exclusiva al canal de televisió estatunidenc E! Entertainment Television durant el noticiari del vespre E! News.
A tres quarts de deu del vespres, hora local a Catalunya, es fa públic el videoclip al canal oficial VEVO de Lady Gaga al YouTube. Amb una durada de 5 minuts i 35 segóns, el video es pot veure en definicions estandards (240p, 360p i 480p) i en alta definició (720pHD i 1080pHD).
El videoclip representa un nou Jerusalem on Gaga interpreta Maria Magdalena i Norman Reedus fa de Judas. Apriori no es reconeix cap producte publicitari.

### Trama
El videoclip comença amb Lady Gaga sobre una moto amb diversos homes a darrere també amb moto, seguint-la, amb unes jaquetes en les quals hi ha inscrit els noms del dotze apòstols, cada motorista representa un dels apòstols
La cançó comença amb l'arribada de Gaga a un jardí amb entorxes i un ball, mentre ella canta sobre una moto en marxa.
La tornada ens mostra a Gaga ballant dintre d'un club mentre es veu com un home comença a assetjar jovenetes. Seguidament, el ball continua, quan apareix Gaga vestida amb un vel blau i un turban amb un noi, Jerusalem segons sembla. Mentre a la tornada, ella canta a la càmera amb un maquillatge estrafolari i ens mostren una baralla d'homes i un ball a una mena de mercat.
Observem com, després, Gaga torna a entrar amb Jesús però amb una pistola i un vestit diferent. Ella dispara a la boca d'un home, segurament Judas, i en surt un pintallapis. Gaga cau a terra i la cançó es para, mostrant escenes de Gaga amb els dos homes en un bany. Seguidament es representen diverses obres artístiques, una d'elles és El naixement de Venus creat per Sandro Botticelli on Gaga es manté dret sobre una roca i una ona d'aigua l'envolta, finalment Gaga desapareix entre l'aigua. Aquestes imatges es van barrejant amb les de Jesús i Judas netejant-se.
Torna la cançó i es veu com Gaga va caient morta a terra davant de Jesús. Finalment, trobem a Gaga amb un vestit molt estrafolari mentre la multitud comença a fer-li a Gaga la lapidació, llançant-li pedres fins que finalment la deixen a terra morta.